# Salle des fêtes Grassegert
Pour les articles homonymes, voir Salle des fêtes (homonymie).
La salle des fêtes Grassegert est un monument historique situé à Wittelsheim, dans le département français du Haut-Rhin.

## Localisation
Ce bâtiment est situé au 111, rue de Reiningue à Wittelsheim.

## Historique
L'édifice fait l'objet d'une inscription au titre des monuments historiques depuis 1998.